# Pseudo-Dionysius von Tell Mahre
Als Pseudo-Dionysius von Tell Mahre wird ein im 8. Jahrhundert lebender christlicher syrischer Geschichtsschreiber bezeichnet.

## Überlieferung
Der anonyme Autor verfasste eine Chronik, die irrtümlich vom 18. bis zum Ende des 19. Jahrhunderts von Orientalisten wie Giuseppe Simone Assemani und Jean-Baptiste Chabot dem Patriarchen Dionysius von Tell Mahre (9. Jahrhundert) zugeschrieben wurde. Der Fehler wurde 1896, unabhängig voneinander, von Theodor Nöldeke und von François Nau erkannt. Der syrische Mönch (nunmehr Pseudo-Dionysius von Tell Mahre genannt) verfasste seine bis 775 reichende miaphysitische Weltchronik wohl im Kloster Zuqnin bei Amida. Aus diesem Grund wird das Werk heute auch oft als Chronik von Zuqnin bezeichnet. Das Werk ist grob in vier Teile aufgeteilt. Der anonyme Autor griff auf verschiedene Quellen zurück, so auf die Kirchengeschichte des Eusebius von Caesarea, auf die des Sokrates Scholastikos, auf die Josua Stylites zugeschriebene Chronik sowie auf den zweiten, heute verlorenen Teil der Kirchengeschichte des Johannes von Ephesos. Für Ereignisse im 8. Jahrhundert konnte sich der Autor auch auf eigene Erfahrungen stützen. Der in syrischer Sprache schreibende Autor konnte wohl kein Griechisch und griff deshalb auf syrische Fassungen der Kirchengeschichten des Eusebius und des Sokrates zurück. Bei der Chronologie der Ereignisse datiert der Autor von der Schöpfung, von Abraham sowie nach der Zeitrechnung der Seleukiden.
Der Autor stellt in seiner Weltchronik für die Zeit nach der arabischen Eroberung Mitte des 7. Jahrhunderts das Leben der christlichen „Dhimmis“, den „Schutzbefohlenen“ des Kalifen, in den Mittelpunkt. In diesem Zusammenhang zeichnet er ein eher düsteres Bild. Er schildert Verfolgungen von Christen (etwa in Armenien) bzw. gewaltsame Übergriffe durch die Araber sowie die drückende steuerliche Abgabenlast, die die Christen zu entrichten hatten. Die Chronik stellt, obwohl literarisch nicht besonders anspruchsvoll, eine wichtige Quelle für das Leben der christlichen Untertanen im Kalifat des 7. und 8. Jahrhunderts dar, wenngleich dem Chronisten durchaus Fehler unterliefen. Vor allem für das 8. Jahrhundert bietet der Chronist aber wertvolle, wohl auf eigenen Erfahrungen basierende Schilderungen. Dabei wird ein teils wenig tolerantes Bild von einigen islamischen Herrschern jener Zeit vermittelt, wie al-Mansūr, der hohe Steuern und die Ausbeutung von Ressourcen im syrischen Raum zu antworten hatte. Für den Autor ist die drückende Fremdherrschaft eine Strafe Gottes für die Sünden, welche die Christen auf sich geladen hätten.
Das Manuskript der Chronik (das aus dem 9. Jahrhundert stammt) wurde 1715 von G. S. Assemani in Dair as-Suryan (Ägypten) erworben und befindet sich heute in der Biblioteca Vaticana (Vat. syr. 162). Einige fehlende Seiten wurden 1842 aus demselben Kloster von Henry Tattam gekauft und werden heute in der British Library aufbewahrt.

## Übersetzungen
Einen recht umfassenden Überblick hinsichtlich Editionen/Übersetzungen und ausgewählter Sekundärliteratur bietet Syri.ac.
- Amir Harrak (Hrsg.): The Chronicle of Zuqnin, Parts III and IV A.D. 488–775. Toronto 1999.
- Andrew Palmer, Sebastian P. Brock, Robert G. Hoyland (Hrsg.): The Seventh Century in the West Syrian Chronicles (= Translated Texts for Historians). Liverpool University Press, Liverpool 1993, S. 53ff. (knappe Einführung und einige übersetzte Quellenausschnitte).
- Witold Witakowski (Hrsg.): Pseudo-Dionysius of Tel-Mahre: Chronicle (known also as the Chronicle of Zuqnin), Part III (= Translated Texts for Historians. Band 22). Liverpool University Press, Liverpool 1996, ISBN 0-85323-760-3 (engl. Teilübersetzung; Digitalisat).